# کوه شرمن
کوه شرمن (به انگلیسی: Mount Sherman) یک کوه در ایالات متحده آمریکا است که در شهرستان لیک، کلرادو واقع شده‌است. کوه شرمن ۴٬۲۸۰٫۳۶ متر بالاتر از سطح دریا واقع شده‌است.